# Charles Courtney Curran

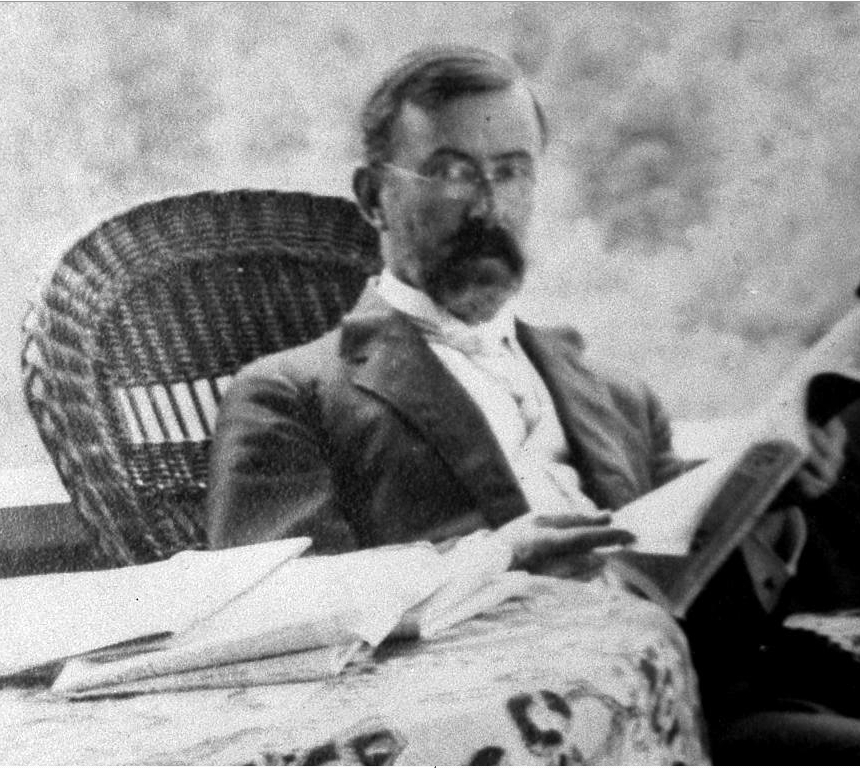
Charles Courtney Curran

Charles Courtney Curran (Hartford, Kentucky, 13 februari 1861 - New York, 1942) was een Amerikaans kunstschilder.

## Leven en werk
Curran was de zoon van een vertegenwoordiger en ging in 1879 naar de ‘Cincinnati School of Design’. Toen zijn familie een jaar later verhuisde naar Sandusky (Ohio) sloot hij zich bij hen aan en verliet de opleiding. In 1882 ging hij naar New York en studeerde daar tot 1887 aan de National Academy of Design, waar hij al in 1883 exposeerde en meerdere prijzen won. Aansluitend ging hij, op aansporing van zijn docenten, naar Parijs. Daar studeerde hij aan de Académie Julian, onder Benjamin Constant, Henri Lucien Doucet en Jules-Joseph Lefebvre. Hij exposeerde van 1889 tot 1891 met veel succes in de Parijse salon, alsook, met meerdere werken, op de Wereldtentoonstelling van 1889.
Curran maakte vooral naam met impressionistische landschappen en estheticistische portretten, vaak van mooie vrouwen in mooie omgevingen. Herkenbaar is de invloed van James McNeill Whistler.
Na zijn terugkeer naar New York, kreeg Curran diverse docentschappen aangeboden, onder andere aan ‘Pratt Institute’, ‘Cooper Union’ en de ‘National Academy of Design’. In deze periode vestigde hij zich in Cragsmoor, een dorpje in Ulster County, waar hij een groot atelier inrichtte en het middelpunt werd van het kunstenaarsgenootschap Cragsmoor Art Colony.
De rest van zijn leven bleef Curren veelvuldig op en neer pendelen tussen Cragsmoor en New York. Hij werkte mee aan het tijdschrift Palette & Brush, ook met essays, en was lid van diverse kunstenaarsgroeperingen, waaronder de Society of American Artists. Curran overleed in 1942.

## Galerij

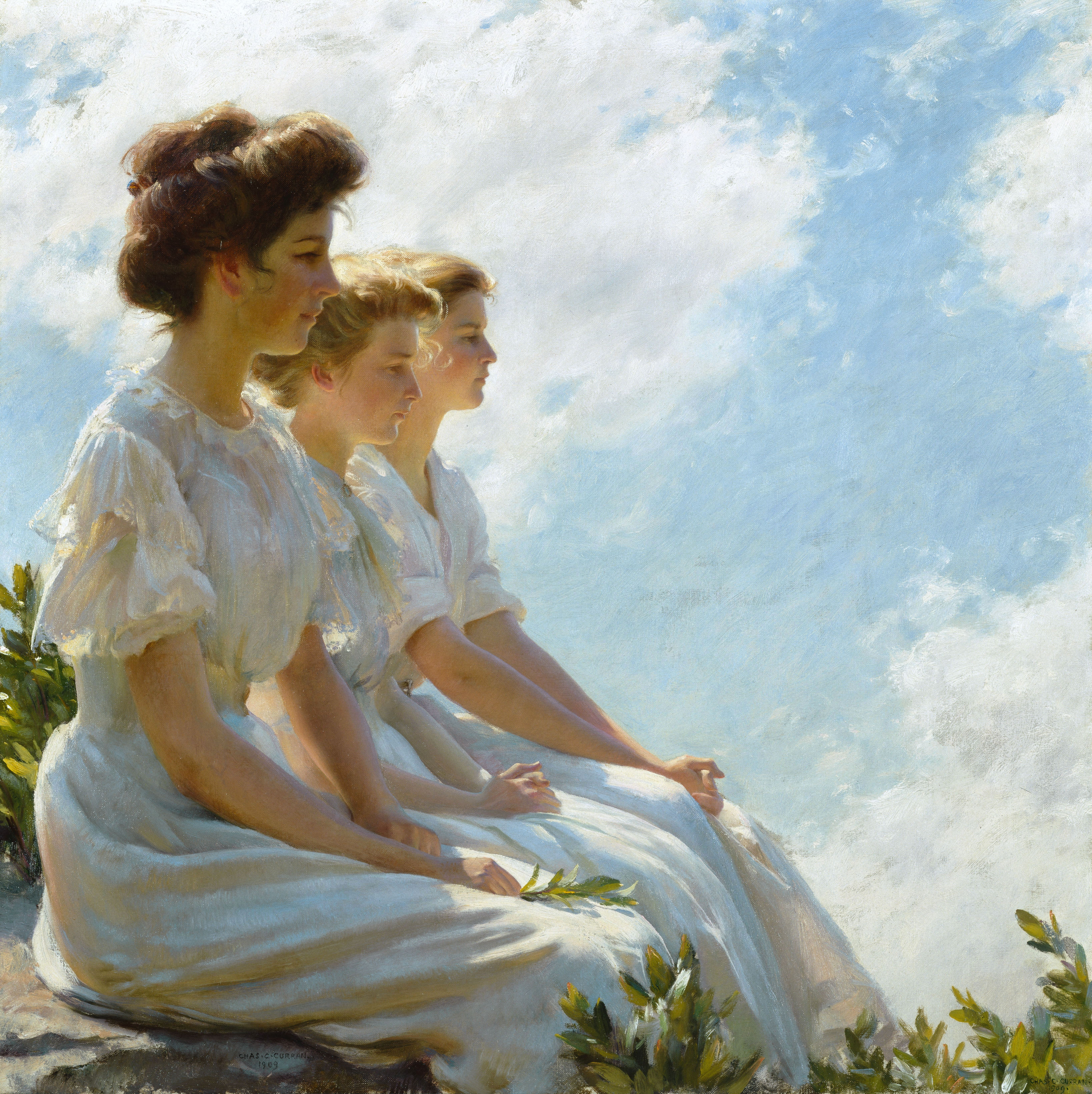
On the Heights
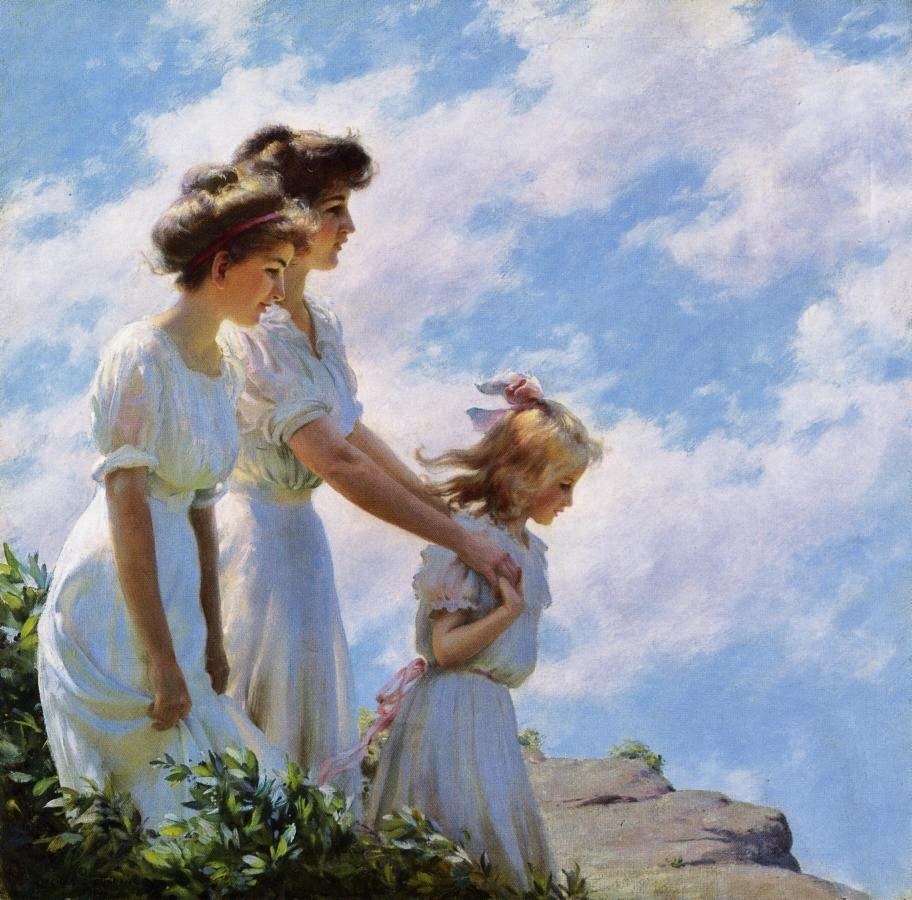
On the Cliff
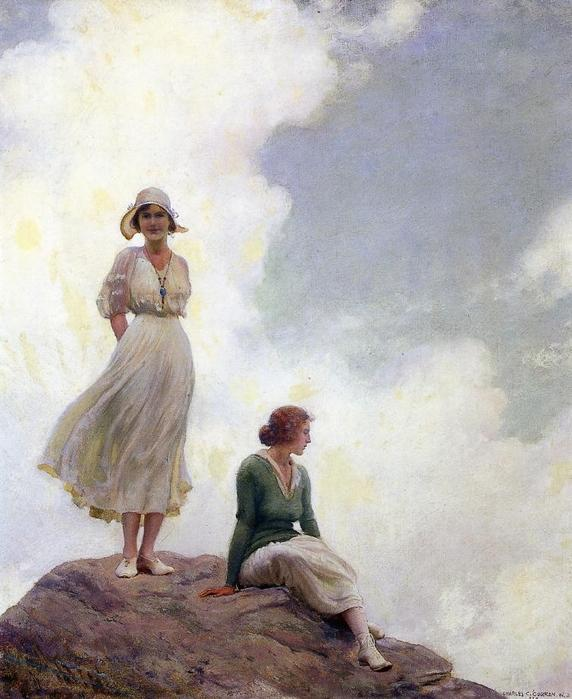
The Boulder
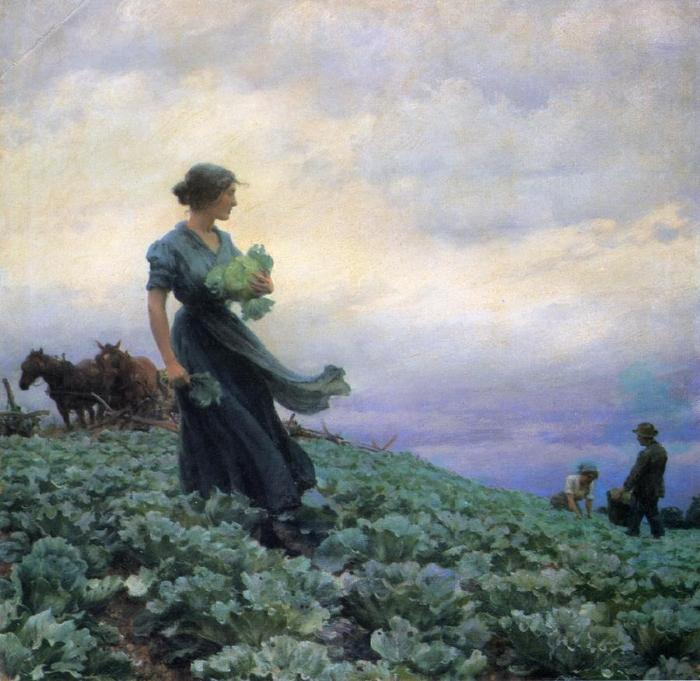
The Cabbage Field
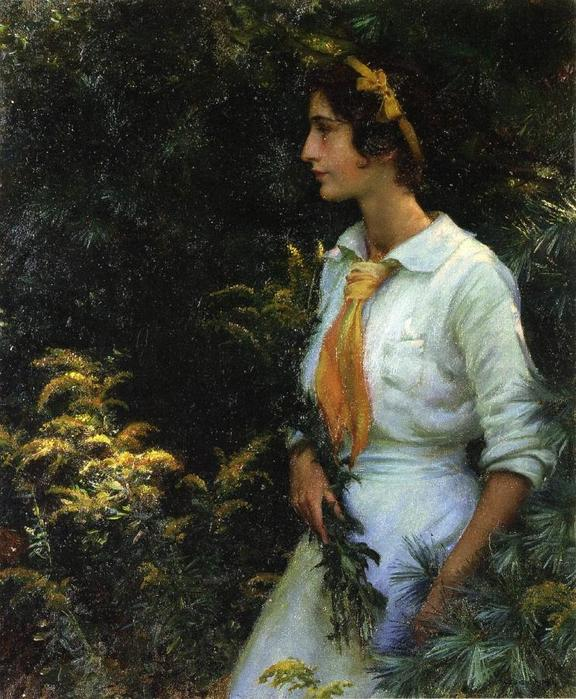
Goldenrod
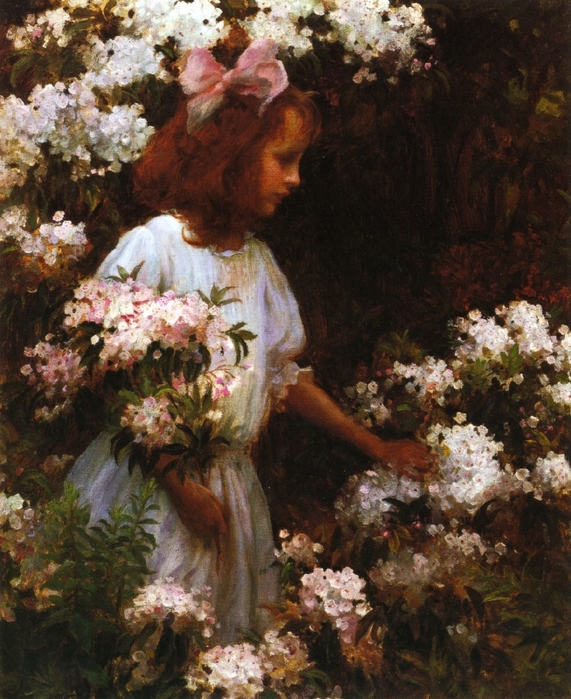
Jane Huntington McKelvey
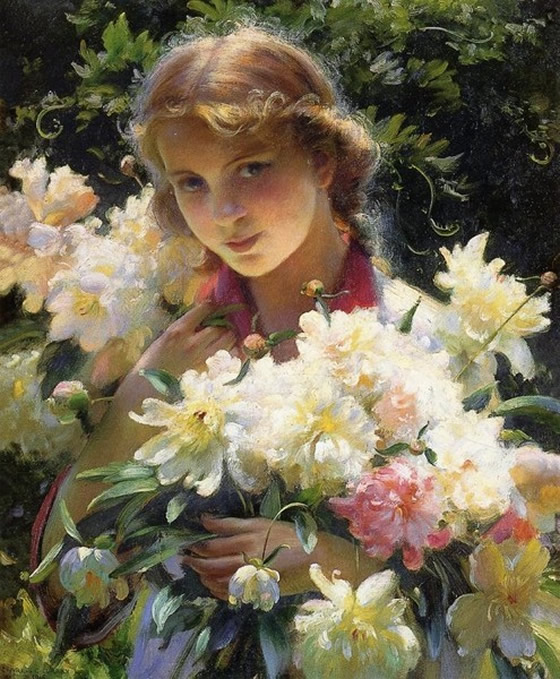
Peonies
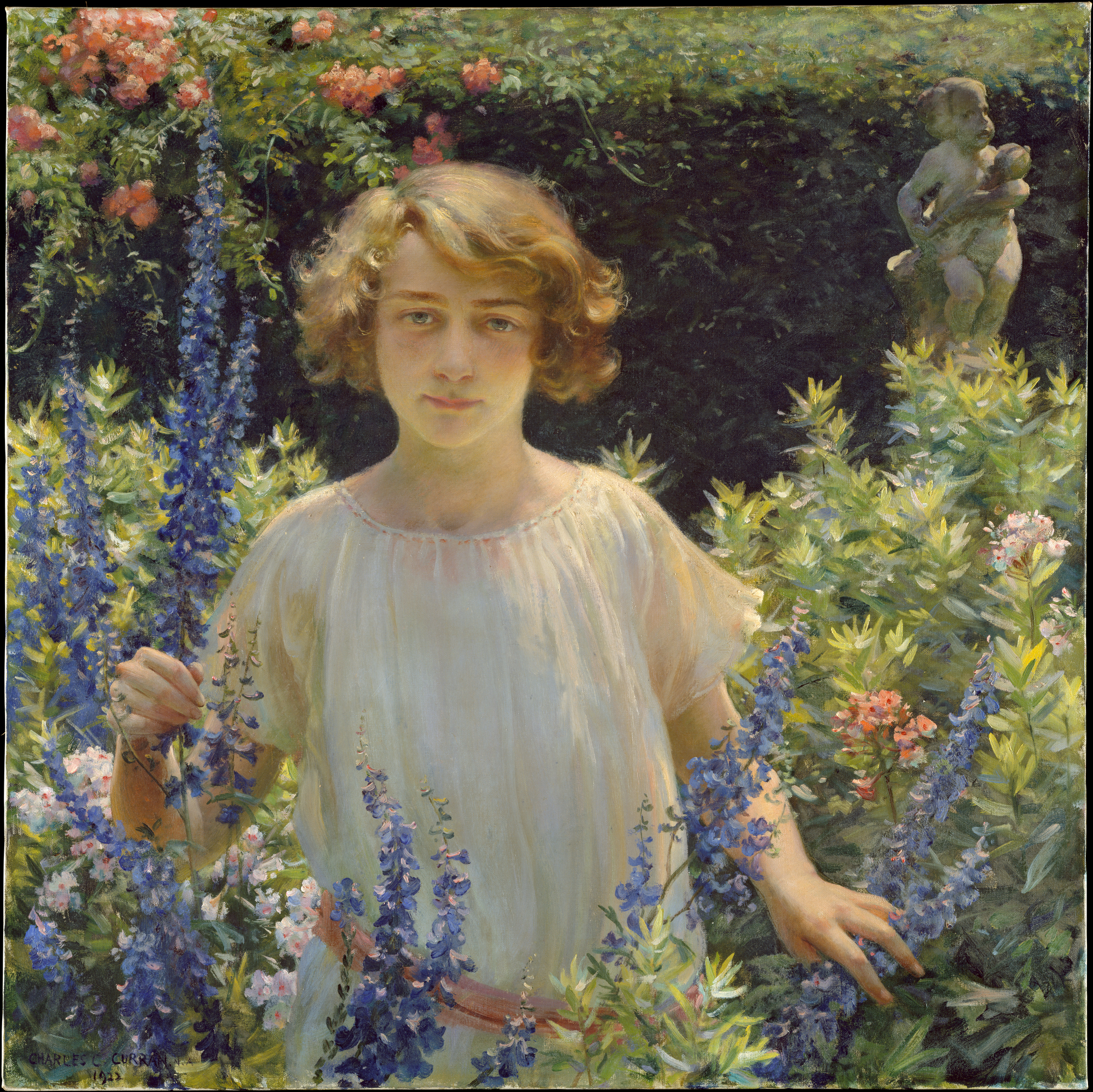
Betty Newell
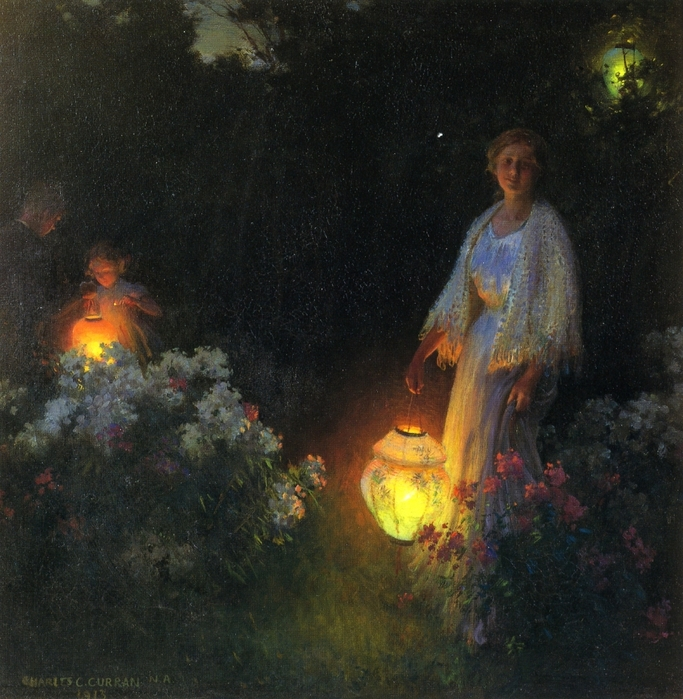
The Lanterns
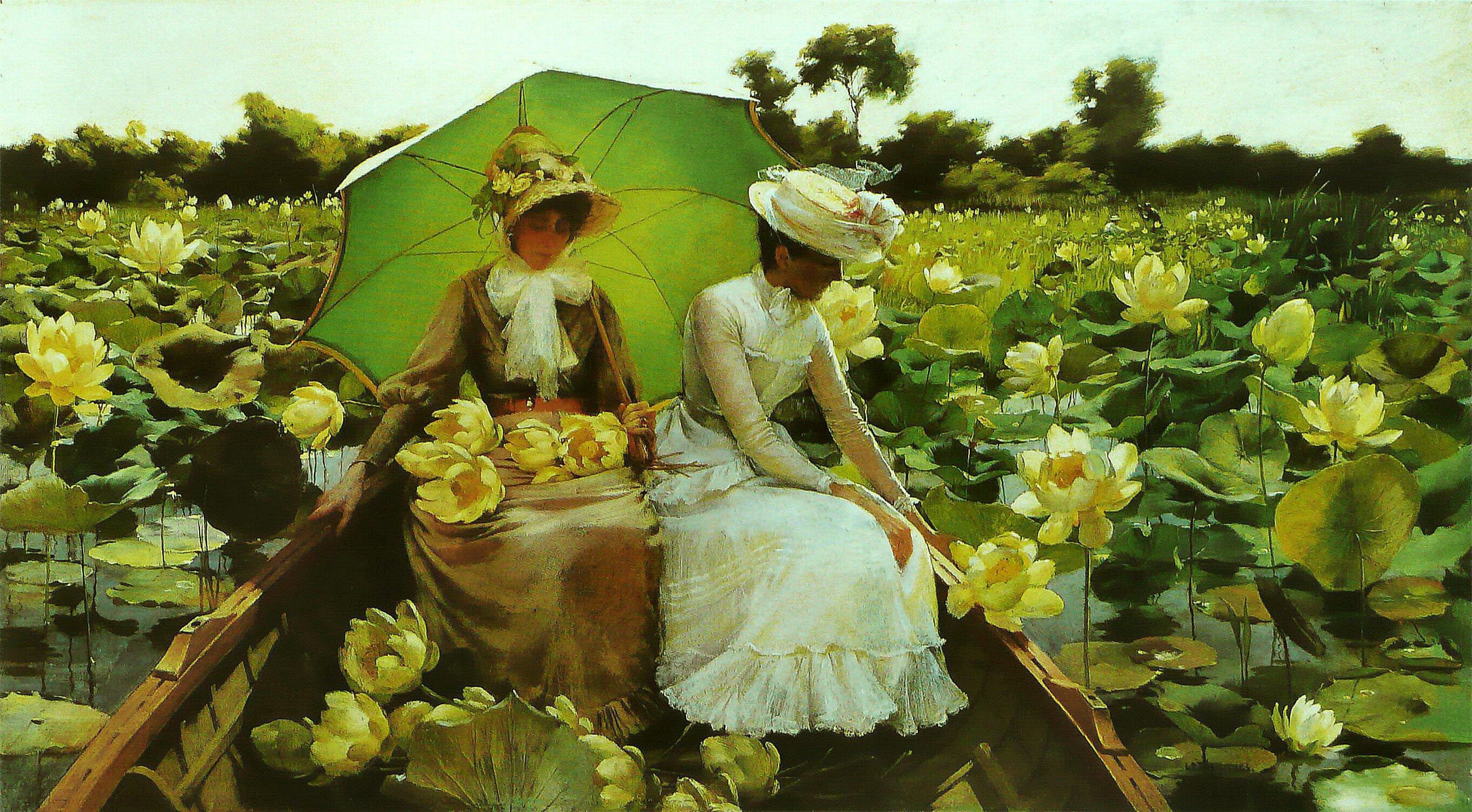
Nénuphars